# Lawrence Klein
Lawrence Robert Klein (født 14. september 1920 i Omaha, død 20. oktober 2013 i Gladwyne) var en amerikansk økonom, der især er kendt for sin indsats inden for økonometrien, ikke mindst i arbejdet for at skabe computermodeller, der kan bruges i arbejdet med at lave prognoser for konjunkturerne. Han modtog Nobelprisen i økonomi i 1980 "for skabelsen af økonometriske modeller og anvendelsen af disse i analysen af økonomiske fluktuationer og økonomisk politik". Han opfattes som den første, der har skabt seriøse statistiske modeller, der byggede på keynesianske tankegange.

## Baggrund
Klein blev født i Omaha i Nebraska, tog i 1942 en bachelor-grad i økonomi ved University of California, Berkeley og i 1944 en Ph.D.-grad ved Massachusetts Institute of Technology (MIT). Han var den første Ph.D.-stipendiat i økonomi ved denne institution og havde den berømte økonom (og en af de første Nobelpristagere) Paul Samuelson som vejleder.

## Karriere
Efter sin uddannelse arbejdede han et stykke tid for Cowles-kommissionen, der på det tidspunkt var placeret ved University of Chicago. Her opbyggede han en model af USA's økonomi for at kunne prognosticere konjunkturudviklingen og undersøge virkningen af forskellige former for økonomisk politik. Efter 2. verdenskrig brugte Klein sin model til i modsætning til den fremherskende opfattelse korrekt at forudsige, at der ville komme et økonomisk opsving snarere end en recession på grund af forøget efterspørgsel fra de hjemvendte soldater. Tilsvarende forudsagde han korrekt en mild recession ved afslutningen af Koreakrigen.
Ved University of Michigan udviklede Klein forskellige avancerede makroøkonomiske modeller, ikke mindst den berømte Klein-Goldberger-model sammen med Arthur Goldberger, som bl.a. var inspireret af Jan Tinbergen. I 1954 blev det imidlertid offentlig kendt, at Klein i en kort periode i 1940'erne havde været medlem af USA's kommunistiske parti. Det var i Mccarthyismens tidsalder, og sagen medførte, at Klein ikke kunne opnå en fast stilling ved University of Michigan. Han flyttede derfor til Storbritannien, hvor han ved University of Oxford sammen med James Ball udviklede en økonomisk model for Storbritannien.
I 1958 vendte Klein imidlertid tilbage til USA til en stilling ved University of Pennsylvania (Penn). I 1959 blev han tildelt John Bates Clark-medaljen, som på det tidspunkt blev uddelt hvert andet år til "den amerikanske økonom under 40 år, som vurderes at have ydet det vigtigste bidrag til økonomisk tankegang og viden." I 1968 blev han professor i økonomi og finansiering ved Penn.
I starten af 1960'erne blev Klein leder af det store Brookings-SSRC-projekt med at opbygge en detaljeret økonometrisk model for USA, og senere i samme årti konstruerede han den mindre Wharton Econometric Forecasting Model, som opnåede et meget godt ry for sine forudsigelser af den økonomiske udvikling. I 1969 grundlagde han med "Wharton Econometric Forecasting Associates", der bl.a. fik mange store amerikanske virksomheder som kunder, den kommercielle prognosemager-branche i USA.
Klein fortsatte hele livet, også efter sin officielle pensionering, inden for den gren af økonometrien, han havde præget så kraftigt: makroøkonometrisk modelbygning. Han døde i sit hjem 20. oktober 2013, 93 år gammel.

## Andre gøremål
Under den amerikanske præsidentvalgkamp i 1976 koordinerede Klein Jimmy Carters økonomiske arbejdsgruppe, men afviste en invitation til at indgå i Carters regering efter dennes valgsejr. Han har været formand for de to store faglige sammenslutninger Econometric Society og American Economic Association (i 1977).